# Mřínek (přítok Libavy)
Mřínek (dříve též Údolní potok či německy Gründelbach) je drobný horský tok ve Slavkovském lese v okresech Cheb a Sokolov v Karlovarském kraji, pravostranný přítok Velké Libavy. Po celou délku toku protéká potok chráněnou krajinnou oblastí Slavkovský les. 
Délka toku měří 3 km.
Správu vodního toku vykonává státní podnik Lesy ČR.

## Průběh toku
Potok pramení ve Slavkovském lese v okrese Cheb v nadmořské výšce 840 metrů na náhorní plošině u západního okraje rašeliniště na Pateráku, jedné z lokalit NPR Kladské rašeliny. 
Zalesněnou krajinou teče potok v mírném sklonu nejprve krátce jihozápadním směrem, poté se směr toku mění na severozápadní. Přibližně po 200 metrech přiteče potok k hranicí okresů Cheb a Sokolov.
Severozápadní směr si potok udržuje stále po hranici okresů, charakter krajiny se mění, potok pokračuje v hluboce zařízlém kamenitém korytě pod svahy okolních vrchů. Přibírá několik drobných nepojmenovaných potoků a v zaniklé osadě Dolní Lazy se vlévá do Velké Libavy jako její pravostranný přítok.